# Tvåfläckig smalpraktbagge
Tvåfläckig smalpraktbagge (Agrilus biguttatus) är en skalbaggsart som först beskrevs av Fabricius 1777.  Tvåfläckig smalpraktbagge ingår i släktet Agrilus, och familjen praktbaggar. Enligt den svenska rödlistan är arten nära hotad i Sverige. Arten förekommer i Götaland och Öland. Artens livsmiljö är skogslandskap, jordbrukslandskap.

## Bildgalleri

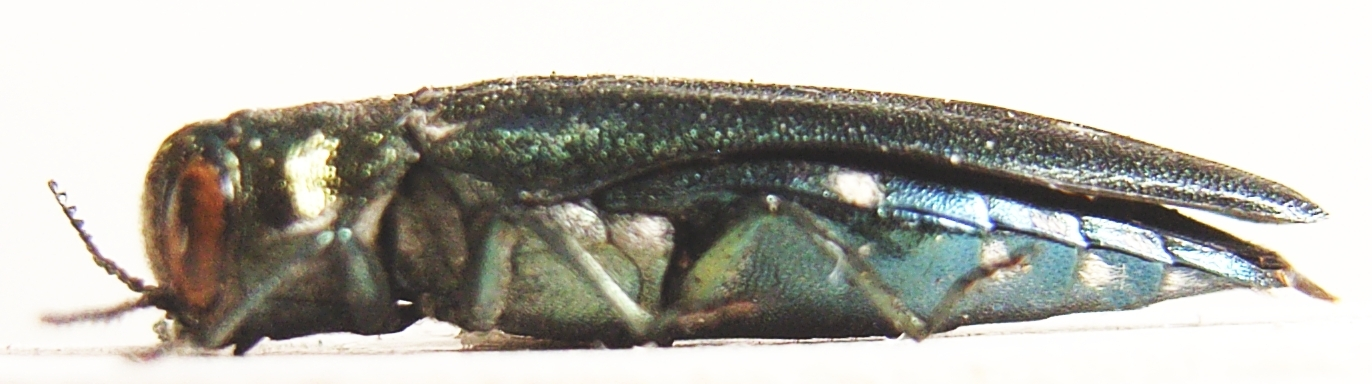
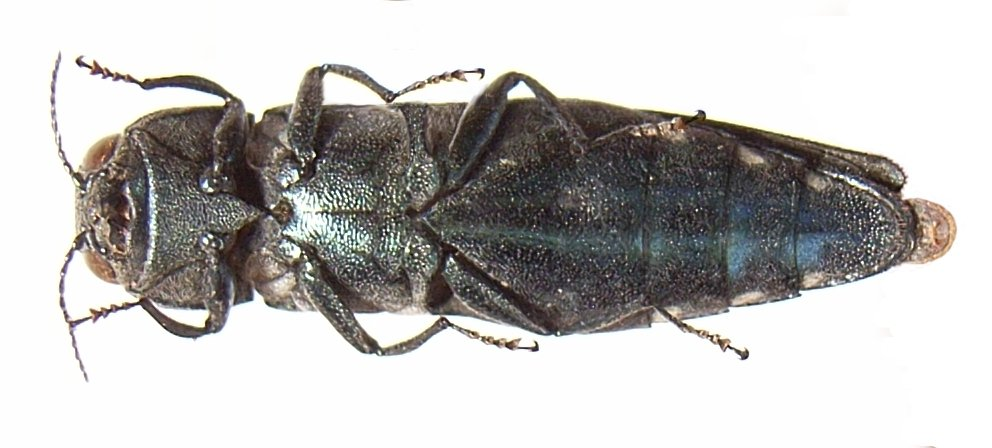
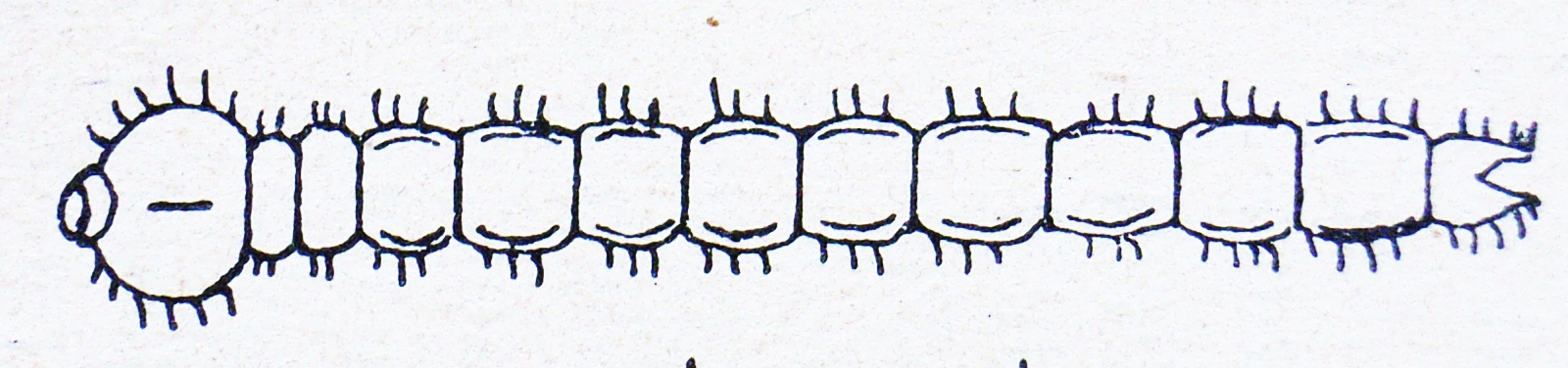
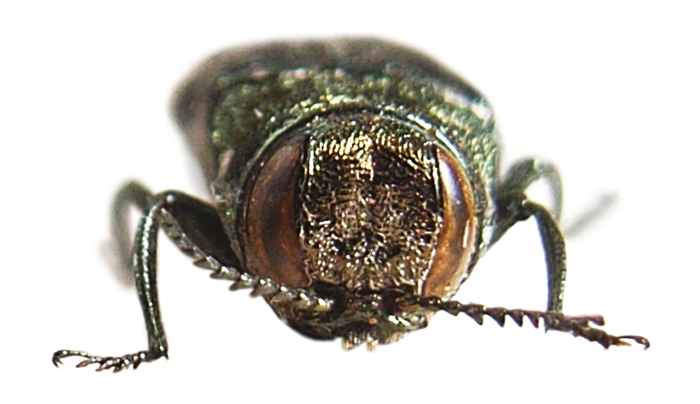
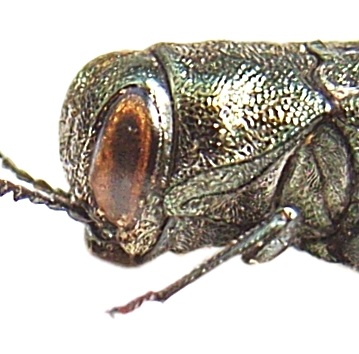
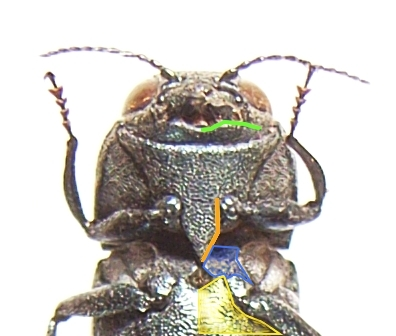